# 波多神社
波多神社（はたじんじゃ）は、長野県松本市波田上波田にある神社である。

## 概要
社伝によれば725年（神亀5年）ころ創建されたと伝えられる。現在地に移ったのは1504年（永正元年）のことで、境内には樹齢800年以上と言われる小楢の木があり、松本市指定の特別天然記念物になっている。古くは萱原神社・青木原神社と呼ばれた沙田社であったが、中世から江戸時代末までは熊野三社大権現と称し、明治以後は、波田大明神・波田三柱社・村社波多社と名称が変遷した。

## 沿革
- 725年（神亀5年）ころ - 畠山城の萱原明神として小さな社殿が祀られ、祭神は沙田神で、泥土煮尊・沙土煮尊・鵜萱葺不合尊三柱の神と、かたわらに草姫尊が祀られていた[3][4]
- 1143年（康治2年） - 熊野大権現を勧請し合祀した[3][5]
- 1504年（永正元年） - 畠里山城の萱原明神を青木原に移し、青木原神社と改め熊野三社大権現を祀る[4]
- 1716年～1735年ころ（享保年中） - 祭礼時の家台（山車）曳きが始まった[6]
- 1724年（享保9年） - この年記載の信府統記は、波多神社について「当社ハ天暦年中勧請凡ソ七百七十有余年ニ成ル、当所ノ産神なり、社東向ニ立ツ」と記述している[7]
- 1754年（宝暦4年） - 神楽殿が作られた[8]
- 1767年（明和4年） - 朱塗り権現造り四脚の大鳥居が建立された[9]
- 1801年（享和元年） - 祭礼に際して、家台（山車）を神前に引き入れる順番をめぐって、枝郷の赤松と渕遠嶋が争いを起こし、以後40年間は家台引きが中止となる。1841年（天保12年）に和解が成立し、家台曳きが再開となる[10]
- 1871年（明治4年） - 廃藩置県により、神社に関する事務は松本藩から筑摩県に引き継がれた。翌年、村社波多社となる[11]
- 1909年（明治42年） - 無格社天神社（車坂原）と無格社神明社（水沢山赤坂神明）を波多社に合併させることが許可される[12]
- 1911年（明治44年） - 神饌幣帛料供進社に指定される[12]
- 1946年（昭和21年） - 宗教法人令により宗教法人波田神社として登記[13]
- 1953年（昭和28年） - 田畑とも凶作のため、祭礼での客招き・幟立て、家台曳きなどをいっさい中止し、神事のみを行った[14]
- 1954年（昭和29年） - 幼児が家台にひかれて亡くなる事故が発生[14]

- 本殿左手にある「末社」
- 境内東南に立つ市指定天然記念物の小楢の木

## 所在地
- 長野県松本市波田上波田字青木原4751番地[1]

## アクセス
アルピコ交通（通称・松本電鉄）上高地線渕東駅から南に向かうと上り坂がある。この坂を上がったところに広場・波多神社・田村堂・仁王門・阿弥陀堂が隣り合って建っている。

## 波田地区内の他の神社
- 三神社（旧三溝村＝1874年（明治7年）の合併で波多村になる＝の産土神であった）
- 諏訪神社（旧下波多村＝1874年（明治7年）の合併で波多村になる＝の産土神であった）
- 竜島神社（竜島は上波多村の出郷であった。1301年（正安3年）に波多神社から勧請）[3]
- 麻神社（＝長白羽矢神。下波田の麻神にある。1558年（永禄元年）裁許。この頃、下波多村では麻作りが盛んであった）[3]
- 火打岩神社[3]
- 小さな社祠はたくさんある[3]